# Nowosielce (Przeworsk)
Pour les articles homonymes, voir Nowosielce.
Nowosielce est une localité polonaise de la gmina et du powiat de Przeworsk en voïvodie des Basses-Carpates.